# アクリドン
アクリドン (acridone) とは有機化合物のひとつで、アクリジンの 9位がオキソ化されたケトン誘導体。アクリジノン (acridinone) とも。
N-フェニルアントラニル酸を酸で処理して分子内環化させるとアクリドンが得られる。
キナクリドンの部分構造となっている。